# Колония (рассказ)
«Колония» (англ. Colony) — научно-фантастический рассказ американского писателя Филипа Дика. Впервые опубликован в журнале Galaxy Science Fiction в июне 1953 года. После публикации в американской версии Galaxy рассказ вышел в британской версии, а затем вошёл в сборник A Handful of Darkness (1955). «Колония» и другой рассказ Дика «Защитники» в 1956 году были адаптированы под пьесу для радиопостановки в программе X Minus One компании NBC.
Сам писатель говорил о рассказе: «Высшая степень паранойи — это не когда все́ против тебя, а когда всё против тебя. Кажется, что вещи обладают собственной волей… В этом рассказе я пытался рационально объяснить внушающий ужас заговор вещей против людей без отсылки к их психическому здоровью. В финале вещи окончательно побеждают невинных людей».

## Сюжет
По сюжету разведывательная экспедиция открыла новую планету с благоприятными, на первый взгляд, условиями для человека. Исследователи намерены сообщить, что сюда можно отправлять первые партии поселенцев. Но вскоре они обнаруживают враждебную инопланетную форму жизни, способную мимикрировать под любые неорганические объекты: микроскопы, одежду, машины. Они стремятся убить человека и «переварить» его тело, словно насекомоядные растения.
Командир собирается эвакуировать персонал и просит посадку космического корабля. Чтобы инопланетная жизнь не попала на Землю, люди покинут планету полностью голыми. Динамики сообщили о посадке крейсера на взлётном поле (хотя его посадки не было слышно), и весь отряд погрузился в него. Через десять минут приземлился настоящий крейсер, его экипаж долго ждал эвакуирующихся, но никто так и не появился.